# Funkce kosmonautů v posádkách
První kosmické lodě byly jednomístné, s nástupem několikačlenných posádek kosmických lodí se zodpovědnost a funkce kosmonautů v posádkách odlišují. Každý člen posádky má vlastní okruh úkolů a povinností. Postupem doby byla pro členy posádek kosmických lodí a stanic užita řada funkčních označení. Jejich přehled je uveden níže.

## Funkce členů posádky

### Druhý pilot
Druhý pilot (rusky второй пилот) byla funkce zastávaná druhým členem posádky Voschodu 2 Alexejem Leonovem. Úkolem Leonova byl první výstup do otevřeného vesmíru.

### Inženýr pilotovaného letu
Inženýr pilotovaného letu (anglicky manned spaceflight engineer) tato funkce nebyla použita při žádném kosmickém letu, byla plánována pro profesionální vojenské astronauty, jako analogie specialisty pro užitečné zatížení, v předpokládaných vojenských letech raketoplánů v kosmodromu Vandenberg. Mise z Vandenbergu byly zrušeny roku 1986 po katastrofě Challengeru.

### Inženýr-výzkumník
Inženýr-výzkumník (rusky инженер-исследователь) byla funkce používaná roku 1969 pro třetí členy posádek Sojuzu 5 a 7 (Jevgenij Chrunov a Viktor Gorbatko z oddílu CPK).

### Kosmonaut – lékař
Kosmonaut – lékař (rusky космонавт - врач) bylo jednorázově použité označení funkce zastávané třetím členem posádky Voschodu 1 Borisem Jegorovem.

### Kosmonaut monitorující přistávací modul
Kosmonaut monitorující přistávací modul (čínsky v českém přepisu fan-chuej-cchang č'-šou chang-tchien-jüan, pchin-jinem fanhuicang zhishou hangtianyuan, anglicky descent module monitor astronaut) byl Ťing Chaj-pcheng, třetí kosmonaut lodi Šen-čou 7.

### Kosmonaut orbitálního modulu
Kosmonaut orbitálního modulu (čínsky v českém přepisu kuej-tao-cchang chang-tchien-jüan, pchin-jinem guidaocang hangtianyuan, anglicky orbital module astronaut) byl Liou Po-ming, druhý kosmonaut lodi Šen-čou 7, který pomáhal veliteli při výstupu do vesmírného prostoru.

### Kosmonaut – vědecký pracovník
Kosmonaut – vědecký pracovník (rusky космонавт – научный сотрудник) bylo jednorázově použité označení funkce zastávané druhým členem posádky Voschodu 1 Konstantinem Feoktistovem.

### Kosmonaut-výzkumník
Kosmonaut-výzkumník (rusky космонавт-исследователь) bylo označení druhého (nesovětského) člena v mezinárodních posádkách Sojuzů programu Interkosmos v letech 1978–1981. Stejnou funkci měl třetí člen posádek Sojuzů v letech 1982–1999, a to jak sovětští, tak nesovětští kosmonauti. Občas, zůstal-li palubní inženýr na Miru, vracel se na Zem pouze velitel a kosmonaut-výzkumník (Sojuz TM-5 a Sojuz TM-28). Roku 1991 se 8. návštěvní expedice Miru neobvykle skládala z velitele a dvou kosmonautů-výzkumníků (start Sojuz TM-13, přistání TM-12).

### Kosmonaut-výzkumník (lékař)
Kosmonaut-výzkumník (lékař) (rusky космонавт-исследователь (врач)) byla funkce Valerije Poljakova při jeho druhém letu (Sojuz TM-18/Mir/Sojuz TM-20).

### Lékař-výzkumník
Lékař-výzkumník (rusky врач-исследователь) byla funkce Valerije Poljakova při jeho prvním letu (Sojuz TM-6/Mir/Sojuz TM-7).

### Letový specialista
Letový specialista (anglicky mission specialist) byl člen posádky Shuttlu zodpovědný za splnění některého úkolu mise. Letoví specialisté prováděli výstupy do otevřeného vesmíru, ovládali kanadskou ruku. V posádce bylo obvykle několik, maximálně pět, letových specialistů.

### Operátor
Operátor (čínsky v českém přepisu cchao-cuo-šou, pchin-jinem caozuoshou, znaky 操作手) byl Nie Chaj-šeng, druhý člen posádky čínské lodi Šen-čou 6, společně s velitelem se podílel na řízení lodi. Funkce odpovídala americkému pilotovi, resp. ruskému palubnímu inženýrovi.

### Palubní inženýr
Palubní inženýr (rusky бортинженер, anglicky flight engineer) je označení funkce (obvykle druhého) člena posádky sovětských a ruských kosmických lodí Sojuz. Palubní inženýr sleduje stav systémů lodi a spolupracuje s velitelem v řízení lodi. Jeho úloha zhruba odpovídá úloze amerického pilota.
Palubní inženýr byl zařazen do všech posádek Sojuzů, kromě jednočlenných (Sojuz 3, 4 (start) a 5 (přistání)), dvoučlenných programu Interkosmos a několika dalších – Sojuzu TM-5 (přistání), TM-13 (start), TM-12 (přistání) a TM-28 (přistání).
Při letech na Mezinárodní vesmírnou stanici (ISS) je vždy druhý člen posádky lodě Sojuz palubní inženýr. Stejně je označován i třetí člen posádky, je-li to profesionální kosmonaut vyslaný ruskou, americkou, evropskou, japonskou nebo kanadskou kosmickou agenturou.
Na stanici ISS jsou takto řazeni všichni členové posádky kromě velitele (výjimečně Jurij Gidzenko v Expedici 1 a Vladimir Děžurov v Expedici 3 byli piloti).

### Pilot
Pilot (rusky пилот, anglicky pilot) bylo označení jediného člena posádky prvních kosmických lodí – Vostok a Mercury. V amerických lodích Gemini, Skylab a Space Shuttle je za pilota označen v pořadí druhý člen posádky, pomáhající veliteli v manévrování a řízení lodi, pilot Shuttlu je také zodpovědný za vypuštění a návrat družic. Požadavky na pilota raketoplánu jsou stejné jako na velitele – vysokoškolské vzdělání v oboru strojírenství, biologie, fyziky nebo matematice; 1000 letových hodin na tryskových letadlech; výborný fyzický stav.
Pilot bylo zpočátku též označení členů oddílu CPK (původem vojenských pilotů), pokud nebyli veliteli, v posádkách ISS (šlo o Jurije Gidzenka v Expedici 1 a Vladimira Děžurova v Expedici 3). Po roce 2003 byl i vojáci z CPK palubními inženýry.
Jako pilot byl zprvu označován též třetí člen posádky Apolla, od června 1967 byla tato funkce přejmenována na pilot lunárního modulu.

### Pilot lunárního modulu
Pilot lunárního modulu (anglicky lunar module pilot) bylo označení používané v americkém lunárním programu u lodí Apollo pro astronauta přistávajícího spolu s velitelem na Měsíci.
Pilot lunárního modulu detailně znal systémy lunárního modulu (LM), při samostatném letu LM byl zodpovědný za navigaci a pomáhal veliteli při letu, přistání a návratu, účastnil se vycházek na povrch Měsíce.

### Pilot stykovacího modulu
Pilot stykovacího modulu (anglicky docking module pilot) nahradil při letu Sojuz-Apollo v posádce Apolla pilota lunárního modulu.

### Pilot velitelského modulu
Pilot velitelského modulu (anglicky command module pilot) bylo označení používané v americkém lunárním programu u lodí Apollo pro astronauta zůstávajícího na oběžné dráze Měsíce ve velitelském modulu.
byl v pořadí druhým členem posádky. K jeho povinnostem náležela detailní znalost systémů velitelského a servisního modulu, zodpovědný byl za navigaci, zážehy motorů (při přechodu na dráhu k Měsíci a na zpáteční cestě při přechodu na dráhu k Zemi) a korekce dráhy.

### Senior pilot
Původní označení pro druhého člena posádky Apolla, v červnu 1967 nahrazeno funkcí pilot velitelského modulu.

### Specialista pro užitečné zatížení
Specialista pro užitečné zatížení (anglicky payload specialist) byl člen posádky Shuttlu jednorázově vybraný pro konkrétní let. Zpravidla to byl neprofesionální astronaut – civilní či vojenský odborník vyslaný k obsluze specifického nákladu či experimentu. Do této kategorie byli též řazeni zahraniční (tj. neameričtí) astronauti létající na raketoplánech – první takový byl německý astronaut Ulf Merbold v letu STS-9.

### Účastník kosmického letu
Účastník kosmického letu (rusky участник космического полёта, anglicky spaceflight participant) je označení neprofesionálních kosmonautů, procházejících pouze zkráceným (několikaměsíčním) výcvikem pouze na jeden konkrétní let. V amerických lodích letěl pouze jeden člověk v této funkci – Christa McAuliffeová při nešťastném letu STS-51-L. Na Sojuzech jsou takto označováni od roku 2001 jednak soukromníci sami si platící kosmický let, v médiích nazýváni „vesmírný turista“. A dále reprezentanti státních kosmických agentur menších zemí (Brazílie, Jižní Korea, Malajsie), v těchto případech odpovídá kvalita výcviku úrovni zahraničních kosmonautů-výzkumníků 70. a 80. let.

### Velící pilot
Velící pilot (anglicky command pilot) bylo označení velitele lodí Gemini.

### Velitel
Velitel (rusky командир, anglicky commander) je kosmonaut velící posádce, zodpovědný za celkový úspěch letu, bezpečnost posádky a lodi. Funkce existovala/existuje u všech vícečlenných posádek, kromě posádek lodí Gemini, jim velel „velící pilot“ (command pilot).
Velitel byl určen též v čínských lodích. V Šen-čou 6 se nazýval č’-chuej-čchang (v českém přepisu čínštiny, v pchin-jinu zhihuichang, znaky 指挥长). V Šen-čou 7 č’-ling-čang (v českém přepisu, v pchin-jinu zhilingzhang).

### Vědecký pilot
Vědecký pilot (anglicky science pilot) byla funkce třetího člena expedic na stanici Skylab.

### Vědecký pracovník
Vědecký pracovník (anglicky science officer, rusky научный сотрудник) je označení používané NASA pro (amerického) člena posádky ISS zodpovědného za vědecký program letu. Vědecký pracovník není samostatná funkce, ale pouze doplňující označení, oficiálně je dotyčný astronaut nadále palubním inženýrem.

### Velitel užitečného zatížení
Velitel užitečného zatížení (anglicky payload commander) bylo označení funkce letového specialisty zodpovědného za vědecký program letu a využití užitečného zatížení.

### Vzdělávací letový specialista
Vzdělávací letový specialista (anglicky educator mission specialist) byl člen posádky Shuttlu vyslaný do vesmíru v rámci Educator Astronaut Project, programu vyučování z kosmu.

### Zkušební inženýr
Zkušební inženýr (rusky инженер-испытатель) byla funkce používaná pouze roku 1971 pro třetí členy posádek v Sojuzu 10 a 11 (Nikolaj Rukavišnikov a Viktor Pacajev z oddílu CKBEM).

## Přehled funkcí členů posádek podle kosmických lodí
Tučně jsou vyznačeny funkce používané standardně.

### Sovětské a ruské lodě
|                                      | Pozice                        | Rusky                          | Poznámka |
| Vostok                               | Vostok                        | Vostok                         | Vostok |
| ------------------------------------ | ----------------------------- | ------------------------------ | --- |
| 1                                    | Pilot                         | Пилот                          | |
| Voschod 1                            |                               |                                | |
| 1                                    | Velitel                       | Командир                       | |
| 2                                    | Kosmonaut – vědecký pracovník | Космонавт – научный сотрудник  | |
| 3                                    | Kosmonaut – lékař             | Космонавт – врач               | |
| Voschod 2                            |                               |                                | |
| 1                                    | Velitel                       | Командир                       | |
| 2                                    | Druhý pilot                   | Второй пилот                   | |
| Sojuz 1967–1971                      |                               |                                | |
| 1                                    | Velitel                       | Командир                       | Členové oddílu CPK |
| 2                                    | Palubní inženýr               | Бортинженер                    | Členové oddílu CKBEM |
| 3                                    | Inženýr-výzkumník             | Инженер-исследователь          | Sojuz 5 a 7, členové oddílu CPK |
| 3                                    | Zkušební inženýr              | Иинженер-испытатель            | Sojuz 10 a 11, členové oddílu CKBEM |
| Sojuz 1973–1980, sovětské posádky    |                               |                                | |
| 1                                    | Velitel                       | Командир                       | Členové oddílu CPK |
| 2                                    | Palubní inženýr               | Бортинженер                    | V programu Almaz členové oddílu CPK, jinak členové oddílu CKBEM/NPO Eněrgija                                                                      |
| Sojuz 1978–1981, mezinárodní posádky |                               |                                | |
| 1                                    | Velitel                       | Командир                       | Sovětský kosmonaut |
| 2                                    | Kosmonaut-výzkumník           | Космонавт-исследователь        | Zahraniční kosmonaut |
| Sojuz 1980–2000                      |                               |                                | |
| 1                                    | Velitel                       | Командир                       | Členové oddílu CPK |
| 2                                    | Palubní inženýr               | Бортинженер                    | Členové oddílu NPO Eněrgija; pouze v Sojuzu TM-19 člen oddílu CPK (Talgat Musabajev) a v Sojuzu TM-29 zahraniční kosmonaut (Jean-Pierre Haigneré) |
| 2                                    | Kosmonaut-výzkumník           | Космонавт-исследователь        | Pouze přistání Sojuzu TM-5, TM-12, TM-28 a start TM-13.                                                                                           |
| 2                                    | Lékař-výzkumník               | Врач-исследователь             | Pouze Valerij Poljakov (start Sojuzu TM-6) |
| 3                                    | Kosmonaut-výzkumník           | Космонавт-исследователь        | |
| 3                                    | Lékař-výzkumník               | Врач-исследователь             | Pouze Valerij Poljakov (přistání Sojuzu TM-7) |
| 3                                    | Kosmonaut-výzkumník (lékař)   | Космонавт-исследователь (врач) | Pouze Valerij Poljakov (start Sojuzu TM-18, přistání Sojuzu TM-20)                                                                                |
| 3                                    | Palubní inženýr 2             | Бортинженер 2                  | Pouze v Sojuzu TM-21, Sojuzu TM-22 a přistání Sojuzu TM-29                                                                                        |
| Sojuz od 2000                        |                               |                                | |
| 1                                    | Velitel                       | Командир                       | Vždy ruský kosmonaut |
| 2                                    | Palubní inženýr (1)           | Бортинженер (1)                | Ruští, američtí, evropští, japonští a kanadští profesionální kosmonauti                                                                           |
| 3                                    | Palubní inženýr 2             | Бортинженер 2                  | Ruští, američtí, evropští, japonští a kanadští profesionální kosmonauti. Také kazašský Ajdyn Aimbetov roku 2015.                                  |
| 3                                    | Účastník kosmického letu      | Участник космического полёта   | Kosmonauti ostatních zemí a soukromníci |

### Americké lodě
|               | Pozice                            | Anglicky                    | Poznámka                              |
| Mercury       | Mercury                           | Mercury                     | Mercury                               |
| ------------- | --------------------------------- | --------------------------- | ------------------------------------- |
| 1             | Pilot                             | Pilot                       |                                       |
| Gemini        |                                   |                             |                                       |
| 1             | Velící pilot                      | Command Pilot               |                                       |
| 2             | Pilot                             | Pilot                       |                                       |
| Apollo        |                                   |                             |                                       |
| 1             | Velitel                           | Commander                   |                                       |
| 2             | Starší pilot                      | Senior pilot                | Pouze do roku 1967 (Apollo 1)         |
| 2             | Pilot velitelského modulu         | Command Module Pilot        |                                       |
| 3             | Pilot                             | Pilot                       | Pouze do roku 1967 (Apollo 1)         |
| 3             | Pilot lunárního modulu            | Lunar Module Pilot          |                                       |
| 3             | Pilot stykovacího modulu          | Docking Module Pilot        | Pouze let Sojuz-Apollo                |
| Skylab        |                                   |                             |                                       |
| 1             | Velitel                           | Commander                   |                                       |
| 2             | Pilot                             | Pilot                       |                                       |
| 3             | Vědecký pilot                     | Science Pilot               |                                       |
| Space Shuttle |                                   |                             |                                       |
| 1             | Velitel                           | Commander                   |                                       |
| 2             | Pilot                             | Pilot                       |                                       |
| 3+            | Velitel užitečného zatížení       | Payload Commander           |                                       |
| 3+            | Letový specialista                | Mission Specialist          |                                       |
| 3+            | Vzdělávací letový specialista     | Educator Mission Specialist |                                       |
| 3+            | Specialista pro užitečné zatížení | Payload Specialist          |                                       |
| 3+            | Inženýr pilotovaného letu         | Manned Spaceflight Engineer | Pouze plánováno                       |
| 3+            | Účastník kosmického letu          | Spaceflight Participant     | Pouze Christa McAuliffeová v STS-51-L |

### Mezinárodní vesmírná stanice
|     | Pozice            | Anglicky        | Rusky             | Poznámka                                                          |
| ISS | ISS               | ISS             | ISS               | ISS                                                               |
| --- | ----------------- | --------------- | ----------------- | ----------------------------------------------------------------- |
| 1   | Velitel           | Commander       | Командир          |                                                                   |
| 2   | Pilot             | Pilot           | Пилот             | Pouze Jurij Gidzenko v Expedici 1 a Vladimir Děžurov v Expedici 3 |
| 2-5 | Palubní inženýr   | Flight Engineer | Бортинженер       |                                                                   |
|     | Vědecký pracovník | Science Officer | Научный сотрудник | Spojeno s funkcí palubního inženýra                               |

### Čínské lodě
V čínských oficiálních informacích o pilotovaných letech programu Šen-čou se označení funkcí kosmonautů neobjevují. Kosmonauti jsou pouze uváděni ve stálém pořadí, někdy dokonce označováni čísly (kosmonaut č. 1, č. 2, č. 3). Pojmenování funkcí čínských kosmonautů proto není ustálené, občas jsou používány analogické názvy amerického či ruského původu.
|           | Pozice                                  | Čínsky český přepis                       | Čínsky pchin-jin                | Anglicky                         | Rusky                        |           |
| Šen-čou 5 | Šen-čou 5                               | Šen-čou 5                                 | Šen-čou 5                       | Šen-čou 5                        | Šen-čou 5                    | Šen-čou 5 |
| --------- | --------------------------------------- | ----------------------------------------- | ------------------------------- | -------------------------------- | ---------------------------- | --------- |
| 1         | Pilot                                   |                                           |                                 | Pilot                            | Пилот                        |           |
| Šen-čou 6 |                                         |                                           |                                 |                                  |                              |           |
| 1         | Velitel                                 | Č’-chuej-čchang                           | Zhihuichang                     | Commander                        | Командир                     |           |
| 2         | Operátor                                | Cchao-cuo-šou                             | Caozuoshou                      | Operator                         | Оператор                     |           |
| Šen-čou 7 |                                         |                                           |                                 |                                  |                              |           |
| 1         | Velitel                                 | Č’-ling-čang                              | Zhilingzhang                    | Commander                        | Командир                     |           |
| 2         | Kosmonaut orbitálního modulu            | Kuej-tao-cchang chang-tchien-jüan         | Guidaocang hangtianyuan         | Orbital module astronaut         | Оператор орбитального модуля |           |
| 3         | Kosmonaut monitorující přistávací modul | Fan-chuej-cchang č’-šou chang-tchien-jüan | Fanhuicang zhishou hangtianyuan | Descent module monitor astronaut | Оператор спускаемого модуля  |           |